# بوباکیندرو
بوباکیندرو (به لاتین: Bobakindro) یک منطقهٔ مسکونی در ماداگاسکار است که در ووهمار واقع شده‌است. بوباکیندرو ۸٬۰۰۰ نفر جمعیت دارد و ۱۶۲ متر بالاتر از سطح دریا واقع شده‌است.